# Peel Trident
Peel Trident je druhé tříkolové minivozítko (mikroauto) vyráběné firmou Peel Engineering Company na ostrově Man. Je následovníkem Peel P50 a vyrábělo se od 1965 do 1966. Bylo prodáváno jako „nákupní vozidlo“. Původní prodejní cena byla 190 liber.

## Technické specifikace[1]

### Rozměry
- délka: 1829 mm
- šířka: 1067 mm
- hmotnost: 90 kg

### Motor
- Typ: DKW

- Objem: 49 cm3
- Výkon: 4,2 koně (stejný jako u Peel P50)
- Spotřeba: 2,8 l na 100 km

### Jízdní vlastnosti
- Maximální rychlost: 61 km/h